# ルイ・ラロック
ルイ・クロード・ブルーノ・ラロック（Louis Claude Bruno Larroque、1836年11月24日 - 1883年4月6日）は19世紀のフランスの鉱山学者。チリや日本など様々な国を回り、別子銅山の近代化に貢献した。

## 生涯

### 来日前
1836年11月24日、フランスのアルプ=マリティーム県グラース市で生まれる。父は市立中学校の教師・フランソワ・ジョセフ・ラロック、母はアデライド・ジャンヌ・メロン。後に師範学校の校長を務めた教育熱心な父の影響もあり、1857年に入学したパリ国立高等鉱業学校では鉱山学や鉱山経営のマネジメントを学んで首席にもなっている。トスカーナやコルシカ島での現地実習を経て、1860年7月13日に同校を次席で卒業した。
国立高等鉱業学校を卒業後、チリのサンティアゴ大学で鉱物学などを教え、1868年にヨーロッパに戻り、後に妻になるマリー・エメリー・ブールとパリ市5区に居を構えた。翌1869年にはアルプス山脈に赴いたほか、スペインやサルデーニャなど各地で鉱山コンサルタントとして数年間活動し、1870年11月4日には滞在先のミラノで長男のルイ・ヴィクトールが生まれている。
一方、この頃住友家は別子銅山に西洋技術を導入しようとしており、銅輸出の取引先だったリリエンタール商会に鉱山技師の紹介を依頼した。同商会は1873年6月16日にラロックと月給600ドルで別子行きの仮契約を結んだ。日本行きに先立ち9月18日にヴィクトールの認知をパリ15区に届け出て、9月23日にはマリーと正式に結婚している。

### 来日後
1873年（明治6年）9月23日にラロックはマルセイユを出発し、11月15日に横浜に到着した。ここで住友の広瀬宰平とリリエンタール商会のガイセンハイメル、ラロックの三者により改めて雇用契約に関する話し合いが持たれ、日本坑法との整合を取るためにも住友と直接契約を結ぶこととなった。この際に病欠時の補償などが減らされたため契約交渉は1874年（明治7年）1月26日までかかり、同年1月1日から1875年（明治7年）10月31日までが雇用期間とされた。
佐賀の乱の影響を受けて赴任は遅れたが、3月5日に神戸から汽船で新居浜に行き調査を始めた。しかしラロックが「雨とラップランドのような寒さ」と評した別子銅山の厳しい気候もあってうつ病を発し、3月25日には神戸に戻っている。京都で内国博覧会を見るなどして回復し、5月9日に再び神戸から新居浜に向かい、以降は現地で調査を続けた。「アルプスよりも厳しい」と語った寒さのために1875年（明治7年）1月はふもとの新居浜などで過ごしたが、同年7月30日に調査を完了させ、有馬温泉で眼病の治療などをした後、11月2日に今後の指針となる『別子鉱山目論見書』を完成させた。広瀬はこの目論見書を「10万円の価値がある」と評している。

### 帰仏後
住友友親と広瀬の見送りを受け、ラロックは12月14日に神戸港を発ち帰仏した。翌1876年にはスペインで働き、通訳を務めていた塩野内之助が鉱山学を学ぶため4月11日に渡仏してラロックに師事している。指導方法に対する不満などから、翌年に塩野は独断でサン・テティエンヌ鉱山学校に入学して両者は一時決別したが、塩野は卒業後にラロックを訪ねて肖像写真を受け取っている。ラロックは1877年に家族とともにパリ14区に引越し、1881年にはさらに15区に移っている。この間トゥールーズで教師を務めるなどし、1883年4月6日、アリエージュ県リュードペルポー（Rieux-de-Pelleport）に所有する別邸で逝去した。